# الستات (فلم)
تدور الأحداث حول (عزمي) الصحفي الناجح والذي يتولى رئاسة تحرير إحدى الصحف، تتسم معاملاته مع الناس بالجدية والابتعاد عن المجاملات، تحاول (نورهان) الفنانة الشهيرة التقرب منه عن طريق الهدايا الثمينة له ولزوجته، حتى ينشر أخبار عنها وهو ما لم يحدث، فتسعى لتصيد أخطائه ويحتدم الموقف.

## قصة
عزمي أبو العزم صحفي ناجح وجاد في عمله، لا يقبل المجاملات، ويكتب فيما يهم القرّاء، ويعبر عن مشاكلهم، حتى يحث المسؤولين على سرعة حلها، ولكنه يصطدم برئيس التحرير شكري الذي يجامل الفنانات، ويسعى لإرضائهن، بالكتابة عنهن ونشر صورهن، بدلا من نشر آلام المستضعفين، بدعوى أن القرّاء لا يحبذون الكآبة، ومحاصرتهم بمشاكلهم التي يحفظونها. ونظرًا لسمعة قلم عزمي وأخلاقياته العالية، فقد تم اختياره رئيسا لمجلس أدارة المؤسسة الصحفية التي تصدر عنها الجريدة، وفي نفس الوقت رئيسا لتحرير الجريدة، بدلا من شكرى، ويسعى كل زملاءه المنافقين للتقرب إليه، خصوصا الصحفي فريد حسنين، المجامل للممثلات للاستفادة المادية والعينية منهن، وينتوي عزمي قيادة السفينة، وفقا لمبادئه وأخلاقياته، بعدم المجاملة، ونشر مايهم القرّاء، وترك القسم الفني لفريد حسنين. لكن كما دائما، كل ناجح يواجه مجموعة من الحاقدين، يتصيدون له الأخطاء، وقد إنحصرت أخطاء عزمى، مع مجموعة من الستات أحاطت به، رغم بعده الكبير عن المجال النسائى، فهو متزوج وله أبناء، ولا يفكر مطلقا في أي امرأة غير زوجته سهير المتطلعة، التي تركت الصحافة من أجل بيتها وأولادها، ولكنها تنتظر بعد ترقية زوجها، النقلة المادية الكبرى، والفسح والسهرات المصاحبة لمنصبه الجديد، ولكنها تصاب بصدمة لعزوف زوجها عن مسلك الاندماج في المجتمع، فتفكر في معاودة العمل في الصحافة، ليكون لها كيانا، واستقلال مادى، ويرفض عزمي توظيفها في مؤسسته الصحفية. تصطدم سهير بصاحبة البوتيك نورهان، وهي في نفس الوقت ممثلة مرموقة، لها منافسات، وتسعى لامتلاك قلم الصحفي عزمى، فتهدي لزوجته سهير، فستان سهرة ثمنه ألفين جنيه، مقابل مبلغ 200 جنيه فقط، ولكن عزمي يرفض تلك الرشوة المقنعة، وتعيد زوجته الفستان وتصرح لنورهان، بأن زوجها عزمي رغم عيوبه، إلا أنه يحبها، ولا ينظر لأي امرأة سواها. ويصطدم عزمي بسكرتيرته سعاد المراهقة وظيفيا، ودلوعة القطاع العام، وحينما تخطيئ في عملها، ويعنفها فتبكى، فلما هم بمواساتها، دخلت عليهم الممثلة نورهان، لتعتقد انه يحتضنها، وتحاول نورهان رشوته، بدعوته لحضور حفل عيد ميلادها، بعد ان فشلت رشوة الفستان، ولكنه وعدها، ولم يذهب. وجاءته الصحفية الناشئة راوية لقبولها بالصحيفة تحت التمرين، وإدعت إعجابها بمهنيته، وتغزلت في صفاته، ولكنه صدها، فحاولت الانتحار، وحينما حاول منعها، دخلت عليه الممثلة نورهان، لتعتقد أنه يحتضنها، وإستغربت كيف لا يقبل دعوتها، وهو زير نساء، وكانت المرأة الأخيرة التي دخلت حياته، هي شكرية زميلته في كلية الآداب، والتي قابلها في النادى، ودعته لحفل في منزلها، يحضره باقي زملاء الدفعة، وأراد ان يصطحب زوجته سهير، ولكنها رفضت لكونها زوجة نكدية، وتوجه عزمي للحفل بحسن نية، ليكتشف أنه المدعو الوحيد، وقدمت له شكرية خمرا، فلما رفض، قدمت له الماء المثلج، ورقصت له حتى مال رأسه، ووقع في الخطيئة، وندم كثيرا، وأقبلت عليه شكريه في مكتبه، تشكو له وحدتها وغيرة زوجها مدرب الكاراتيه فتحي برهان، وكادت من فرط اندماجها، أن تجلس على حجره، وهو يقاوم الوقوع في الخطيئة مرة أخرى، لتدخل عليه الممثلة نورهان، وتأسف على الخايبة العبيطه سهير، زوجة عزمى، التي تظن ان زوجها لا ينظر لغيرها، وتكاد تهدد عزمي بإفشاء سره لزوجته، إن لم يستجب لدعوتها، وتشكو له الصحفي فريد، الذي يبتزها لصالح منافستها، واعدت كمينا لفريد يحضره عزمى، ليرى بنفسه ابتزاز فريد لها، وذهب عزمي لمنزل نورهان وإختبأ في حجرة النوم، وحضر فريد، الذي شاهد سيارة عزمي تحت منزل نورهان، فأدرك الكمين، وإتصل بسهير لتحضر وتضبط عزمي في حجرة نوم الممثلة نورهان، وتطلب سهير الطلاق، وتحضر شكرية لمكتبه، ويتبعها زوجها فتحى، الذي يهددها بمسدس، وكاد يقتلهما، لولا فروغ المسدس من الطلاقات، وقام عزمي بضرب فتحي بالروسية، فأفقده الوعى، وكانت فضيحه، وتصل الشكاوي للمجلس الأعلى للصحافة، مشفوعة بفضائح شكريه وزوجها، وموقعة حجرة النوم، ولكن عزمي لا يغير موقفه، أو مبادئه، ويقنع الصحفية راوية، بأن أسلوبها لن يجدي معه، وعليها الاعتماد على مجهودها في العمل، ويحاول عزمي إسترداد زوجته سهير، بإجبارها على نزهة نيلية، للتخلص من نكدها الأزلى، واستعادة حبهما.

## فريق العمل

### بطولة
| - محمود ياسين:عزمي أبو العزم - فيفي عبده:شكرية - إيمان:نورهان - الممثلة - هالة صدقي:سهير - زوجة عزمي | - عبلة كامل:سعاد السكرتيرة - علا رامي:راوية - صحفية تحت التمرين - نبيل الهجرسي:فريد حسنين - صحفي - إبراهيم نصر:فتحي | - عزت المشد:فهمي - مدير المؤسسة - لطفي لبيب:أبو شكرية - عطية عويس:شكري - عاطف رزق:حمدي - صحفي | - حللي محمد:حسين - سائق عزمي - هند حسني:طفلة - ابنة عزمى - صباح شحاتة:فاطمة - مدحت السباعي |

### إداريون
| - ماجدة خير الله:قصة وسيناريو وحوار - مدحت السباعي:مخرج - محمود الخولي:مساعد مخرج أول - منى الأرناؤوطي:مخرج سكريبت - محمد الكيلاني:كلاكيت - محمد طاهر:مدير التصوير - هشام سري:مصور - سمير جبر:مساعد مصور | - صلاح عبد الرازق:مونتير - صلاح خليل:مساعد مونتير - ليلى فهمي:نيجاتيف - جميل عزيز:المكساج - أحمد جمهورية:مسجل الصوت - إبراهيم طاهر:مساعد مكساج - هيام محمد:مساعد مكساج | - سكرين 2000:منتج - مجدي عبد المسيح:منتج فني - صفوت غطاس:منتج - عاطف رزق:مدير الإنتاج - سعيد زكريا:منتج منفذ - الأهرام للسينما والفيديو (إبراهيم شوقي سالم:منتج - أفلام النصر (محمد حسن رمزي وشركاه:التوزيع الداخلي | - سكرين 2000:التوزيع الخارجي - عبد السميع محمد:ماكيير - كمال عبد الحق:ماكيير - مجدي حسين:مساعد ماكيير - ميلاد عباد:كوافير - منير قلته:كوافير - هاني شنودة:الموسيقى | - محمد بكر:مصور فوتوغرافيا - علي بكر:مساعد فوتوغرافيا - نوال:المقدمة والمؤثرات الخاصة - صلاح عبد الحليم:مدير المعمل - عادل عبد الحميد:مصحح الألوان - يحيى أبو طالب:ريجيسير - محمد السعدني:مساعد ريجيسير |